# Oos (Baden-Baden)
Der Baden-Badener Stadtteil Oos wurde 1928 eingemeindet und hat 7207 Einwohner. Der Name des Stadtteils leitet sich vom Oosbach ab, der durch Baden-Baden fließt.

## Geschichte

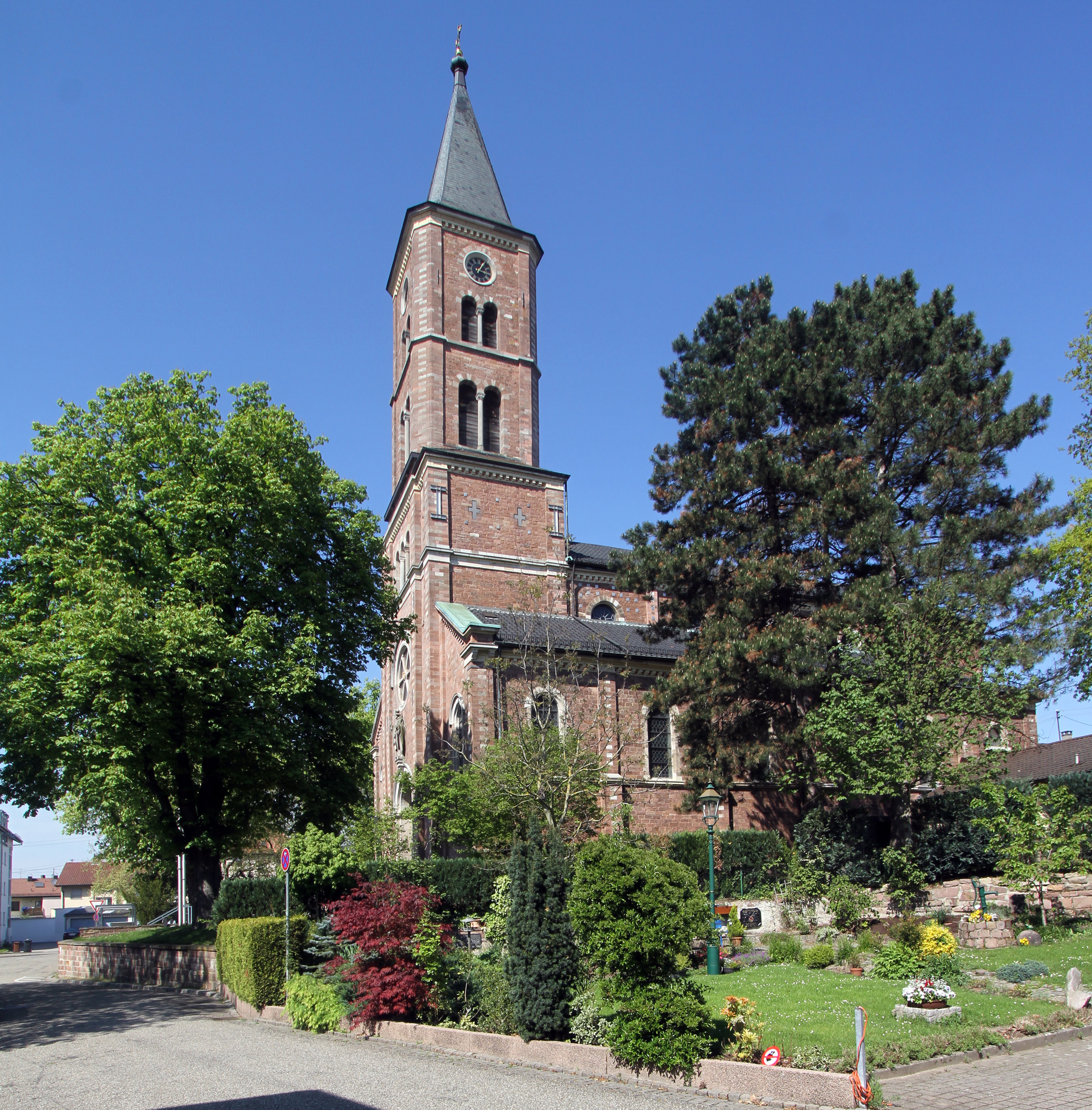
Die 1864 als Ersatz für einen mittelalterlichen Vorgänger erbaute katholische Pfarrkirche St. Dionysius

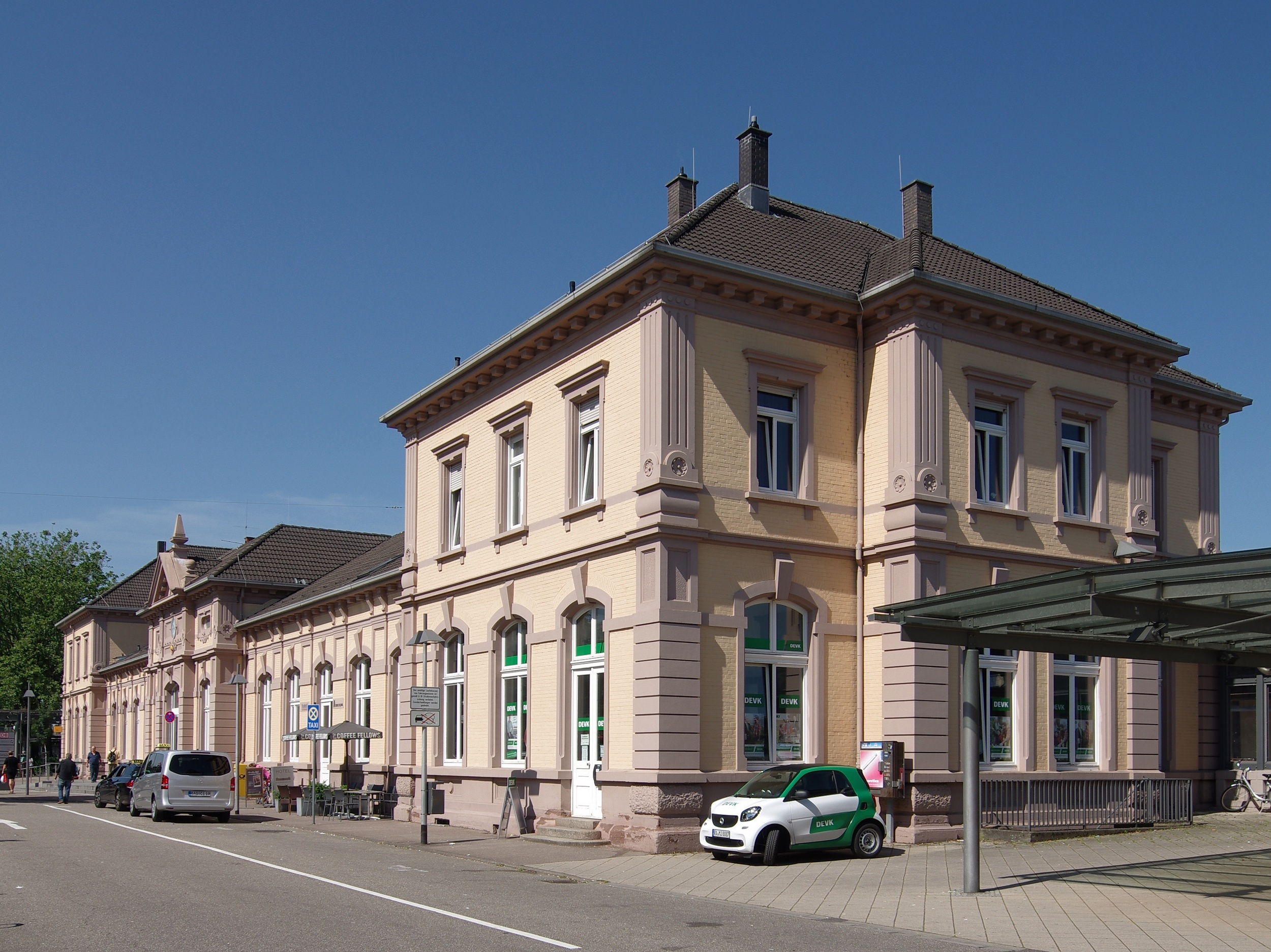
Bahnhof Baden-Baden

Zeppelin LZ 11 in der Luftschiffhalle am Flugplatz. Im Hintergrund der Bahnhof.

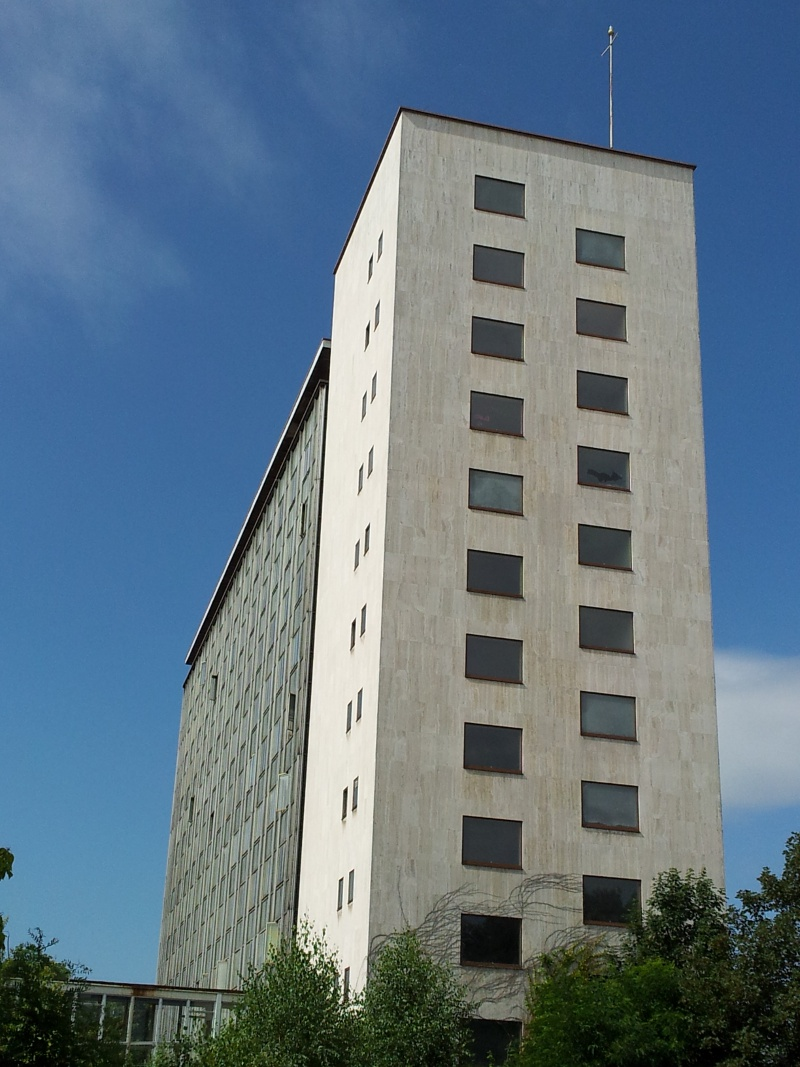
BABO, ehemaliges Verwaltungsgebäude der französischen Armee in Oos

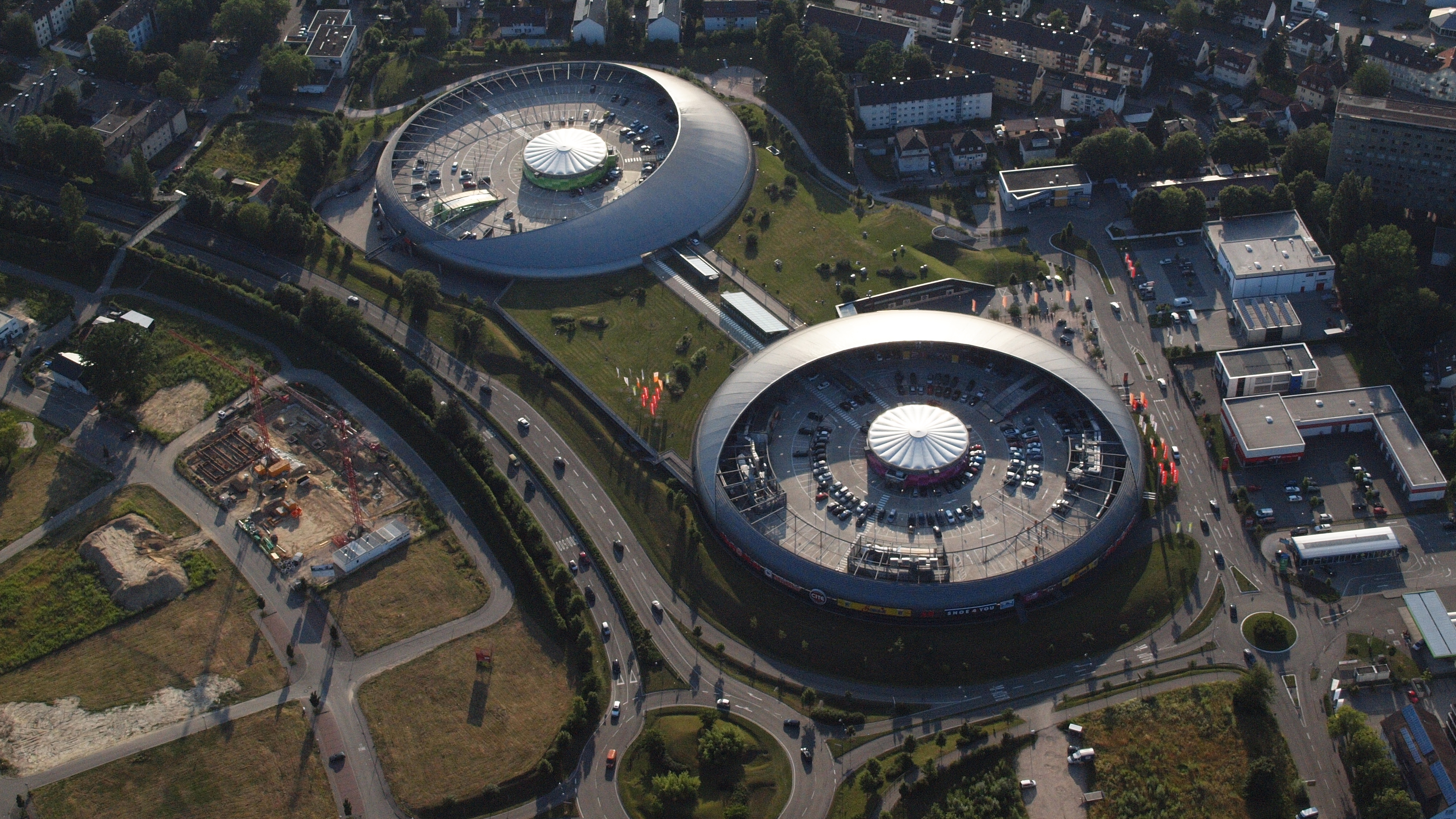
Einkaufszentrum Shopping Cité

Das Dorf Oos war für die Stadt Baden-Baden schon immer von besonderer Bedeutung, selbst als es nur als Siedlung ohne Gemarkungsgrenzen bestand. Dies geht unter anderem aus schriftlichen Unterlagen des Jahres 1245 hervor, in welchen festgelegt ist, dass der Zehntanteil der Siedlung Oos als Abgabe an das von Markgräfin Irmengard neu gegründete Kloster Lichtenthal abzuführen sei.
Die Siedlung selbst ist wesentlich älter, was beispielsweise durch einen römischen Weihestein, welcher der Jagdgöttin Diana gewidmet war und der 1794 in Oos gefunden worden ist, belegt wird. Schon die Römer hatten die verkehrsgünstige Lage des Ortes in der dem Schwarzwald vorgelagerten Ebene erkannt und unter Kaiser Trajan die von Basel nach Norden führende Heerstraße durch Oos gebaut.
Im Mittelalter wechselten die Herrschaftseinflüsse auf die Siedlung vornehmlich zwischen dem Kloster Lichtenthal und den jeweiligen Markgrafen von Baden. Im Jahr 1634 wurde der strategische Wert des Ortes ein weiteres Mal unter Beweis gestellt, als der katholische Markgraf Wilhelm von Baden-Baden seinen protestantischen Durlacher Vetter und die schwedischen Besatzungstruppen in der Schlacht auf dem Ooser Blutfeld besiegte und damit der Fremdherrschaft seiner Markgrafschaft während des Dreißigjährigen Krieges ein Ende setzte.
Zu Beginn des 19. Jahrhunderts erhielt Oos, ein Haufendorf mit mehr als 100 Häusern, eigene Ortsgrenzen und im Jahr 1844 eine Bahnstation. Von dieser wurden die Gäste mit Pferdebussen nach Baden-Baden befördert, bis ein Jahr später eine Stichbahn von Oos nach Baden-Baden gebaut wurde, die bis zum Jahr 1977 in Betrieb war. Danach wurde der Bahnhof in Oos zum „Bahnhof Baden-Baden“.
1910 erregte Oos weltweites Aufsehen, als die erste Luftschiffhalle auf dem im Vorjahr gegründeten Flugplatz in Betrieb genommen wurde. Als Folge des Versailler Vertrags wurde die Halle für 295.000 Mark auf Abbruch versteigert. Ein Teil wird noch in Auggen vom holzverarbeitenden Betrieb Karl Richtberg GmbH & Co. KG als Sägewerkshalle genutzt. Der Flugplatz Baden-Oos entwickelte sich nach dem Zweiten Weltkrieg zu einem stark frequentierten Verkehrslandeplatz. 1997 wurde er in der Folge der Einrichtung des Regionalflughafens Karlsruhe/Baden-Baden zum Sonderlandeplatz für die ansässigen Flugsportvereine umgewidmet. Ein großer Teil des dadurch frei gewordenen Areals wird zu Gewerbeflächen umgestaltet, wodurch Oos’ Bedeutung als Industriestandort wächst.
Zu den in Oos angesiedelten Unternehmen gehören die Grenke AG, Eaton Germany GmbH (vormals Aeroquip), Biologische Heilmittel Heel und Sans Soucis.
Die Europäische Medien- und Event-Akademie (EurAka) ist in der ehemaligen Cité untergebracht, dem Viertel, das früher von Angehörigen der französischen Besatzungsmacht bewohnt wurde. Es wurde im November 2006 das Einkaufszentrum Shopping-Cité eröffnet und das Amt für Familie, Soziales und Jugend zusammen mit dem Arbeitsamt errichtet. 2015 eröffnete ein Multiplex-Kino in der Cité.
Mit der OSG Baden-Baden ist in Baden-Oos ein mehrmaliger Deutscher Meister und Pokalsieger im Schach ansässig.

## Kunst
Oos hat einen fiktiven Bürger, den 1958 geborenen Major Grubert, die Hauptfigur in mehreren kleineren und größeren Comic-Storys des französischen Comic-Künstlers Jean Giraud alias Moebius.

## Bürgermeister (1747–1928)
- 1747–1771: Hans Georg Schmalholz
- 1771: Josef Schmalholz
- 1771–1774: Sebastian Eisen
- 1774–1778: Martin Bleich
- 1778–1801: Johannes Lorenz
- 1801–1821: Michael Bleich
- 1821–1832: Georg Schmalbach
- 1832–1843: Xaver Höfele
- 1843–1857: Peter Schmalbach
- 1857–1863: Ludwig Höfele
- 1863–1871: Andreas Zepfel
- 1871–1879: Georg Steimer
- 1879–1881: Anton Höfele
- 1881–1896: Johann Zepfel
- 1896–1920: Karl Ihle
- 1920–1922: Anton Hurst
- 1922–1928: Josef Schück